# تاريخ حلب الطبيعي
تاريخ حلب الطبيعي (بالإنجليزية: The Natural History of Aleppo)‏ هو كتاب نشر في عام 1756 من تأليف عالم الطبيعة الكسندر راسيل عن التاريخ الطبيعي لحلب.في عام 1794 قام أخوه غير الشقيق باتريك راسيل بتنقيح النص وتوسيعه في طبعة ثانية. الكتاب مهم لنوعيته، والاهتمام المعاصر الذي جذبه، ولأنه نتاج التنوير الإسكتلندي.
عندما نُشِرالكتاب كان على الفور سجلا أوروبا هاما ومنظورا حول حالة العلوم المعاصرة في سوريا.
يحتوي الكتاب على أول وصف معروف للقداد الذهبي.

## روابط خارجية
- The Natural History of Aleppo at أرشيف الإنترنت
- 2008 sale of book by كريستيز